# Nekapnica
Nekapnica je prozirna folija polukružnog oblika koja služi pri serviranju vina sprječavajući kapanje. Napravljena je od specijalne folije koja je organoleptički neutralna i posve prozirna. 

## Osobine
Nekapnica poboljšava serviranje vina na način da sprječava kapanje prilikom istakanja. Mnogi sommelieri su je prepoznali kao novi pristup kulturi serviranja vina. Koristi se jednokratno iz higijenskih razloga i raspodjeljuje se prozirna bez tiska jer je higijena najvažnija osobina tog proizvoda. Zbog svoje prozirnosti ne odvlači pozornost od etikete vina. 

## Zanimljivosti
- Svojom osobnošću prepoznata je i od jezikoslovaca te je riječ "nekapnica" dobitnik nagrade Dr. Ivan Šreter za novu hrvatsku riječ i time uvrštena u rječnik kao novi pojam.

## Vanjske poveznice
- NEKAPNICA® - www.nekapnica.hr